# قنطريون ممتد
القنطريون الممتد واسمه العلمي (باللاتينية: Centaurea procurrens) نوع نباتي ينتمي إلى جنس القنطريون من الفصيلة النجمية.

## الموئل والانتشار
موطنه بلاد الشام وسيناء.

## مرادفات للاسم العلمي
- (باللاتينية: Calcitrapa araneosa (Boiss.) Holub)
- (باللاتينية: Calcitrapa procurrens (Sieber ex Spreng.) Holub)
- (باللاتينية: Centaurea araneosa Boiss.)
- (باللاتينية: Centaurea procurrens subsp. sharonensis Plitmann)